# Didea
Didea es un género de moscas sírfidas dentro de la subfamilia Syrphinae. Es un género holártico. El diseño del abdomen es característico, similar al de Megasyrphus y Dideomima. Se diferencia de estos géneros por una banda negra en el rostro.

## Especies
- D. alneti (Fallén, 1817)
- D. fasciata Macquart, 1834
- D. fuscipes Loew, 1863
- D. intermedia Loew, 1854

(Lista incompleta)